# 1976 Голяма награда на Монако
1976 Голяма награда на Монако е 23-то за Голямата награда на Монако и шести кръг от сезон 1976 във Формула 1, провежда се на 30 май 1976 година по улиците на Монте Карло, Монако.

## Репортаж
Марио Андрети не се появи в Монако за отбора на Лотус заради ангажиментите си в Индианаполис, вместо това отборът реши да участва само с Гунар Нилсон. Съртис назначиха Анри Пескароло на мястото на Брет Лънгър, докато Фитипалди Аутомотив са само с Емерсон Фитипалди, вместо да участват с два болида. Самото трасе претърпя леки промени, най-вече при завоите Сен Дево и последния завой.

### Квалификация
Доминацията на Ферари продължи и в Монако като Ники Лауда записа поредната си пол-позиция пред съотборника си Клей Регацони. От останалите най-добре се представи Рони Петерсон с Марч пред Тирел-ите на Патрик Депайе (чийто болид с шест колела получи проблем със скоростната кутия и трябваше да използва стария 007) и на Джоди Шектър, Ханс-Йоахим Щук, Фитипалди, Жак Лафит, Виторио Брамбила и Жан-Пиер Жарие. Макларън-ите на Йохен Мас и Джеймс Хънт останаха едва 11-и и 14-и, докато Джаки Икс за пореден път пропусна решетката с три десети от времето на 20-ия Карлос Ройтеман. Пескароло, Лънгър, Лари Пъркинс, Харалд Ертъл и Артуро Мерцарио са другите пилоти, които не успяха да се класират за състезанието.

### Състезание
Лауда отново не даде шанс на конкуренцията да се доближат до него, докато Петерсон успя да се вмъкне между Ферари-тата като изпревари Регацони на Сен Дево. Трудният уикенд за Ройтеман завърши неблагоприятно за аржентинеца, след като се удари със Съртис-а на Алън Джоунс като с това той е елиминиран от състезанието, докато Джоунс продължи до боксовете в края на първата обиколка. Фитипалди задържа шестата позиция, но губейки от Тирел-ите. Хънт който се движеше 11-и уцели зоната за сигурност и англичанина се върна на трасето последен в осмата обиколка, малко преди Брамбила да отпадне със счупено окачване.
В 15-а обиколка Шектър изпревари Депайе, който има проблем с една от задните гуми, а Лафит се справи с Фитипалди в 28-ата обиколка. Следващата голяма жертва е Хънт, който в опита си да изпревари Пенске-то на Джон Уотсън двигателя на неговия Макларън гръмна на шикана, докато Регацони трябваше да излезе от трасето заради разлятото масло. Швейцарецът се върна, но зад Тирел-ите на пета позиция. Три обиколки по-късно Петерсон не успя да избегне маслото залято от болида на Хънт и се завъртя към мантинелите на завоя Табак.
Това остави Лауда с 16-секундна преднина пред Тирел-ите, Регацони, Лафит, Фитипалди, Щук, Мас, Жарие, Карлос Паче, Крис Еймън, Том Прайс, Нилсон, Уотсън и затворения с обиколка Уилямс на Мишел Леклер. Щук и Мас успяха да минат пред Коперсукар-а на Емерсон, докато Еймън е принуден да намали драстично скоростта си, поради болките на дясната си китка. Уикендът за Лотус приключи безславно с отпадането на Нилсон от 13-а позиция заради повреден двигател.
Щук изпревари Лафит в 52-рата обиколка за пета позиция, породено от факта че французина загуби първа предавка малко преди Лауда да ги затвори и двамата с обиколка. В 64-та обиколка съотборникът на Лауда, Регацони се справи с Депайе за трета позиция. Малко след това швейцарецът започна да преследва и втория Тирел на Шектър, преди да забие Ферари-то си в мантинелите близо до плувния комплекс. Две обиколки по-късно Лафит също е елиминиран, след като първо загуби контрол върху Лижие-то си заради износена гума, след което удари гумата си в мантинелите в опит да си върне позицията си взета от Мас.
Лауда междувременно пресече финала по шампионски стил, което още повече увеличи преднината на австриеца от останалите претенденти за титлата с 36 точки. Тирел-ите на Шектър и Депайе завършиха съответно втори и трети пред затворените с обиколка Щук, Мас, Фитипалди и Прайс (който в последните обиколки изпревари Жарие като преди това изпревари оцелелия Брабам на Паче). Жарие, Паче, Уотсън, Леклер и Еймън са останалите финиширали, докато Лафит и Регацони са съответно класирани на 12-а и 14-а позиция.

## Класиране
| Поз | No | Пилот             | Конструктор       | Обиколки | Време/Отпадане | Място | Точки |
| --- | -- | ----------------- | ----------------- | -------- | -------------- | ----- | ----- |
| 1   | 1  | Ники Лауда        | Ферари            | 78       | 1:59:51.47     | 1     | 9     |
| 2   | 3  | Джоди Шектър      | Тирел-Форд        | 78       | + 11.13        | 5     | 6     |
| 3   | 4  | Патрик Депайе     | Тирел-Форд        | 78       | + 1:04.84      | 4     | 4     |
| 4   | 34 | Ханс-Йоахим Щук   | Марч-Форд         | 77       | + 1 Об.        | 6     | 3     |
| 5   | 12 | Йохен Мас         | Макларън-Форд     | 77       | + 1 Об.        | 11    | 2     |
| 6   | 30 | Емерсон Фитипалди | Фитипалди-Форд    | 77       | + 1 Об.        | 7     | 1     |
| 7   | 16 | Том Прайс         | Шадоу-Форд        | 77       | + 1 Об.        | 15    |       |
| 8   | 17 | Жан-Пиер Жарие    | Шадоу-Форд        | 76       | + 2 Об.        | 10    |       |
| 9   | 8  | Карлос Паче       | Брабам-Алфа Ромео | 76       | + 2 Об.        | 13    |       |
| 10  | 28 | Джон Уотсън       | Пенске-Форд       | 76       | + 2 Об.        | 17    |       |
| 11  | 21 | Мишел Леклер      | Волф-Уилямс-Форд  | 76       | + 2 Об.        | 18    |       |
| 12  | 26 | Жак Лафит         | Лижие-Матра       | 75       | Инцидент       | 8     |       |
| 13  | 22 | Крис Еймън        | Инсайн-Форд       | 74       | + 4 Об.        | 12    |       |
| 14  | 2  | Клей Регацони     | Ферари            | 73       | Инцидент       | 2     |       |
| Отп | 6  | Гунар Нилсон      | Лотус-Форд        | 39       | Двигател       | 16    |       |
| Отп | 10 | Рони Петерсон     | Марч-Форд         | 26       | Инцидент       | 3     |       |
| Отп | 11 | Джеймс Хънт       | Макларън-Форд     | 24       | Двигател       | 14    |       |
| Отп | 9  | Виторио Брамбила  | Марч-Форд         | 9        | Окачване       | 9     |       |
| Отп | 19 | Алън Джоунс       | Съртис-Форд       | 1        | Сблъсък        | 19    |       |
| Отп | 7  | Карлос Ройтеман   | Брабам-Алфа Ромео | 0        | Инцидент       | 20    |       |
| НКв | 20 | Джаки Икс         | Волф-Уилямс-Форд  |          |                |       |       |
| НКв | 38 | Анри Пескароло    | Съртис-Форд       |          |                |       |       |
| НКв | 37 | Лари Пъркинс      | Боро-Форд         |          |                |       |       |
| НКв | 24 | Харалд Ертъл      | Хескет-Форд       |          |                |       |       |
| НКв | 35 | Артуро Мерцарио   | Марч-Форд         |          |                |       |       |

## Класирането след състезанието
Точките са взети преди обжалването на Макларън в август относно дисквалификацията на Джеймс Хънт за ГП на Испания 1976.
| Поз | Пилот         | Точки |
| --- | ------------- | ----- |
| 1   | Ники Лауда    | 51    |
| 2   | Клей Регацони | 15    |
| 3   | Патрик Депайе | 14    |
| 4   | Джоди Шектър  | 14    |
| 5   | Йохен Мас     | 10    |
| 6   | Жак Лафит     | 7     |
| 7   | Джеймс Хънт   | 6     |
| 8   | Гунар Нилсон  | 6     |

| Поз | Конструктор       | Точки |
| --- | ----------------- | ----- |
| 1   | Ферари            | 54    |
| 2   | Тирел-Форд        | 22    |
| 3   | Макларън-Форд     | 12    |
| 4   | Лижие-Матра       | 7     |
| 5   | Лотус-Форд        | 6     |
| 6   | Марч-Форд         | 6     |
| 7   | Брабам-Алфа Ромео | 4     |
| 8   | Шадоу-Форд        | 4     |